# Шипоножки

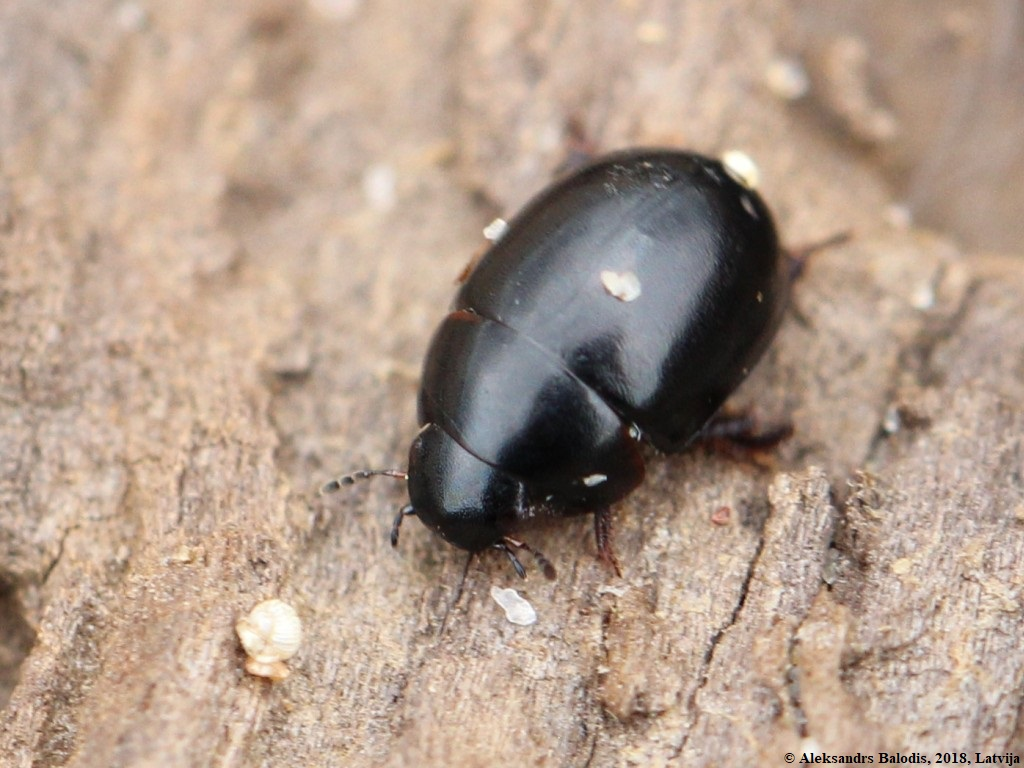

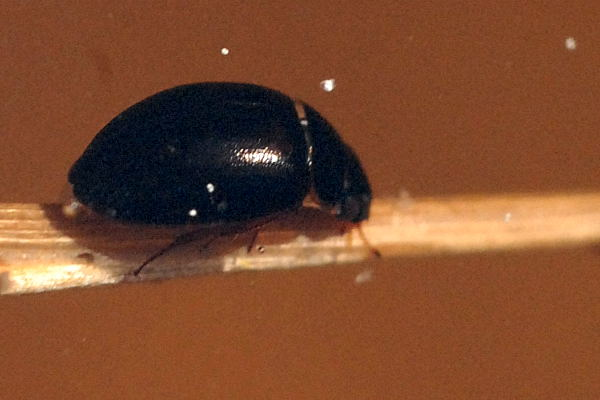

Шипоножки (лат. Anacaena) — род жуков из подсемейства Hydrophilinae семейства водолюбы. Известно более 100 видов, представленных во всех основных биогеографических регионах с наибольшим разнообразием в восточной Палеарктике и Ориентальной области. Только 4 вида зарегистрированы из Неарктическом регионе (включая 2 адвентивных палеарктических вида) и 13 из Неотропики. 14 видов известны из Афротропической области, 5 из Индийского субконтинента и 8 из Австралии. Европейская фауна включает 11 видов.

## Описание
Околоводные жуки мелких размеров (1,5—3,5 мм). Большинство из них имеют овальную или широкоовальную форму, выпуклые на дорсальной поверхности, хотя среди всего рода наблюдаются большие различия; некоторые экзотические виды сравнительно узкие и уплощенные. Все голые и довольно блестящие, большинство из них серого цвета, от неметаллического чёрного до бледно-коричневого, обычно с более светлыми краями и иногда хорошо выраженными бледными пятнами на голове, переднеспинке или надкрыльях. Нижняя сторона плоская и покрыта густым гидрофобным опушением. Голова поперечная, плавно выпуклая, с различной мелкой микроскульптурой и точками. Глаза умеренно большие и слабо выпуклые, непрерывные или почти совпадающие с контуром головы, только спереди слабо выемчатые и широко расставленные. Максиллярные щупики короче половины ширины головы и примерно равны длине усиков; второй сегмент толще, чем следующие, последний сегмент асимметричен, а внешний край более изогнут.
Усики обычно 9-члениковые, реже (у экзотических видов) 7- или 8-члениковые; скапус длинный и широкий, цветоножка узкая и короче скапуса, булава удлиненная, все членики отчетливы. Переднеспинка поперечная, наиболее широкая в основании и суженная до закругленных передних углов, задние углы не выступают; от отчетливого до широко округленного, поверхность мелко пунктированная и микроскульптурная, без отчетливой ямки или других углублений. Простернум плоский или выпуклый, но не окаймленный перед смежными и слабо поперечными тазиками, среднегрудь круто наклонена впереди близко сближенных и сильно поперечных тазиков, без полостей для приема передних тазиков. Заднегрудь не выступает между мезококсами, немного более выпуклая в центре и с небольшой голой задне-срединной областью, иногда узко образованная между близко сближенными и широко поперечными метакоксами. Брюшко с пятью отчетливыми и несращенными видимыми стернитами, первый без линий или вдавлений и примерно такой же длины, как второй. Надкрылья равномерно закруглены от отчетливых плеч до постоянно закругленной вершины, беспорядочно пунктированы и не имеют бороздок, но для разнонаправленной шовной бороздки в задней половине эпиплевра наклонена, иногда сильно, резко ограничена узкой каймой, широкой у плеч и суженной к основной трети или середине, затем сужаются к вершине. Ноги короткие и крепкие, трокантеры маленькие и косо соединены с бёдрами, имеющими голенные бороздки по внутреннему краю, голени длинные и уплощенные, с продольным рядом толстых выступающих щетинок. Лапки 5-члениковые, базальный метатарзомер намного короче второго; передние голени самцов слабо расширены.
Представители рода связаны с заболоченными местами обитания и ведут водный образ жизни, взрослые особи встречаются круглый год и, как правило, многочисленны в теплые месяцы, зимуют по краям водоёмов и появляются рано весной. Размножение происходит весной, когда партии яиц заключаются в небольшой кокон из шёлка и растительных остатков и прикрепляются к растительности, а личинки развиваются в течение всего лета, давая летне-осеннее поколение, которое перезимовывает.

## Классификация
Около 100 видов.
- Anacaena asahinai  Satõ, 1982
- Anacaena atriflava  Jia, 1997
- Anacaena bipustulata (Marsham, 1802)
- Anacaena brachypenis  Komarek, 2012
- Anacaena bulbifera  Pu, 1964
- Anacaena bushiki  Pu, 1963
- Anacaena conglobata (Wollaston, 1854)
- Anacaena debilis (Sharp, 1882)
- Anacaena gaetanae Bameul, 2001
- Anacaena gaoligongshana  Komarek, 2012
- Anacaena gerula  d’Orchymont, 1942
- Anacaena globulus (Paykull, 1798)
- Anacaena haemorrhoa (Wollaston, 1864)
- Anacaena hainanensis  Jia, 1997
- Anacaena jaegeri  Komarek, 2006
- Anacaena jengi  Komarek, 2011
- Anacaena jiafenglongi  Komarek, 2012
- Anacaena laevis  d’Orchymont, 1936
- Anacaena laevoides  Komarek, 2006
- Anacaena lancifera  Pu, 1963
- Anacaena lanzhujii  Komarek, 2012
- Anacaena limbata (Fabricius, 1792)
- Anacaena lohsei Berge Henegouwen & Hebauer, 1989
- Anacaena lushanensis  Pu, 1964
- Anacaena lutescens (Stephens, 1829)
- Anacaena maculata  Pu, 1964
- Anacaena marchantiae (Wollaston, 1857)
- †Anacaena paleodominica Fikáček and Engel 2011[9]
- Anacaena parvula (Sharp, 1882)
- Anacaena perpenna Orchymont, 1942
- Anacaena pui  Komarek, 2012
- Anacaena rufipes (Guillebeau, 1896)
- Anacaena schoenmanni  Komarek, 2012
- Anacaena sichuana  Komarek, 2012
- Anacaena signaticollis Fall, 1924
- Anacaena smetanai Komarek, 2011
- Anacaena sternalis Leech, 1948
- Anacaena suturalis (LeConte, 1866)
- Anacaena taurica Ryndevich, 2000
- Anacaena wangi  Komarek, 2012
- Anacaena yunnanensis  d’Orchymont, 1942
- другие